# Babine Range
Babine Range är ett berg i Kanada.   Det ligger i provinsen British Columbia, i den centrala delen av landet, 3 700 km väster om huvudstaden Ottawa. Toppen på Babine Range är 728 meter över havet.
Terrängen runt Babine Range är bergig åt sydväst, men åt nordost är den kuperad. Trakten runt Babine Range är nära nog obefolkad, med mindre än två invånare per kvadratkilometer.. Det finns inga samhällen i närheten.
I omgivningarna runt Babine Range växer i huvudsak barrskog.